# Горња Ступница
Горња Ступница је насељено мјесто у општини Двор, у Банији, Сисачко-мославачка жупанија, Република Хрватска.

## Историја
Горња Ступница се од распада Југославије до августа 1995. године налазила у Републици Српској Крајини.

## Становништво
Насеље је према попису становништва из 2011. године имало 61 становника.
| Националност       | 1991. | 1981. | 1971. | 1961. |
| Срби               | 133   | 150   | 200   | 254   |
| Југословени        |       | 9     | 1     |       |
| Хрвати             | 1     | 1     |       |       |
| остали и непознато |       | 5     |       | 1     |
| Укупно             | 134   | 165   | 201   | 255   |

| Демографија | Демографија | Демографија |
| Година      | Становника  | Становника  |
| ----------- | ----------- | ----------- |
| 1961.       | 255         |             |
| 1971.       | 201         |             |
| 1981.       | 165         |             |
| 1991.       | 134         |             |
| 2001.       | 55          |             |
| 2011.       |             | 61          |